# Eckenbach (Bigge)
Der Eckenbach ist ein knapp 4,4 Kilometer langer linker und nordwestlicher Zufluss der Ihne im nordrhein-westfälischen Kreis Olpe.

## Geographie

### Verlauf
Der Eckenbach entspringt in einem Waldstück südwestlich von Windhausen auf einer Höhe von etwa 406 m ü. NHN.
Er fließt von dort überwiegend in südöstlicher Richtung, nimmt unterwegs ein paar kleinere Bäche, darunter den Lichteneicken, auf, und mündet bei Attendorn knapp oberhalb der Ihnemündung auf ca. 256 m ü. NHN von links in die Ihne.
Der etwa 4,4 km lange Lauf des Eckenbachs endet ungefähr 150 Höhenmeter unterhalb seiner Quelle, er hat somit ein mittleres Sohlgefälle von circa 34 ‰.

### Einzugsgebiet
Das 5,599 km² große Einzugsgebiet des Eckenbachs liegt in den Naturräumen Südsauerländer Bergland und Sauerländer Senken. Es wird durch ihn über die Ihne, die Bigge, die Lenne die Ruhr und den Rhein zur Nordsee entwässert.
Es grenzt
- im Osten an das Einzugsgebiet der Fürstmicke, die in die Bigge mündet
- im Westen an das des Wesebachs, der über die Ihne in die Bigge entwässert
- und im Norden an das des Berndebachs, der über die Nuttmecke, die Oester und die Else in die Lenne entwässert.

Das Einzugsgebiet ist im Bereich des Oberlaufs zum größten Teil bewaldet. Am Mittellauf dominiert Ackerland und der Mündungsbereich ist besiedelt.
Im Norden des Einzugsgebiets liegt das  20,6 ha große Naturschutzgebiet Eckenbach-Quellbäche.

### Zuflüsse
Zuflüsse mit Länge in km, EZG in km² und MQ in l/s. Daten nach ELWAS:
- Lichteneicken (rechts), 1,2 km, 0,69 km², 16,38 l/s

### Ortschaften
Attendorn ist die einzige Ortschaft am Eckenbach.